# Ronald Lopatny
Ronald Lopatny, född 19 maj 1944 i Zagreb, död 5 maj 2022 i Zagreb, var en kroatisk vattenpolospelare som spelade för Jugoslavien. Han tog OS-guld 1968 med Jugoslaviens landslag.
Lopatny spelade nio matcher och gjorde tre mål i den olympiska vattenpoloturneringen i Mexico City som Jugoslavien vann. Han spelade sedan nio matcher och gjorde sju mål i den olympiska vattenpoloturneringen i München där Jugoslavien var femma.